# Enrique Llopis
Enrique Llopis Doménech (Gandia, 15 ottobre 2000) è un ostacolista spagnolo.

## Biografia
Medaglia di bronzo sui 110 m ostacoli nei campionati europei under 23 del 2021.
Vincitore dei campionati assoluti spagnoli indoor del 2023 con il suo primato di 7"48.

## Palmarès
| Anno | Manifestazione          | Sede      | Evento   | Risultato  | Prestazione | Note                          |
| ---- | ----------------------- | --------- | -------- | ---------- | ----------- | ----------------------------- |
| 2017 | Mondiali U18            | Nairobi   | 110 m hs | 4°         | 13"58       |                               |
| 2018 | Mondiali U20            | Tampere   | 110 m hs | Finale     | dnf         |                               |
| 2019 | Europei indoor          | Glasgow   | 60 m hs  | Semifinale | 7"87        |                               |
| 2019 | Europei U20             | Boras     | 110 m hs | 4°         | 13"66       |                               |
| 2021 | Europei indoor          | Toruń     | 60 m hs  | Semifinale | 7"74        |                               |
| 2021 | Europei U23             | Tallinn   | 110 m hs | Bronzo     | 13"44       |                               |
| 2022 | Mondiali indoor         | Belgrado  | 60 m hs  | Batteria   | 7"76        |                               |
| 2022 | Giochi del Mediterraneo | Orano     | 110 m hs | Bronzo     | 13"47       |                               |
| 2022 | Mondiali                | Eugene    | 110 m hs | Semifinale | 13"44       |                               |
| 2022 | Europei                 | Monaco    | 110 m hs | 7°         | 14"81       |                               |
| 2023 | Europei indoor          | Istanbul  | 60 m hs  | Finale     | dnf         |                               |
| 2023 | Giochi europei          | Chorzów   | 110 m hs | Bronzo     | 13"44       | [ 1 ]                         |
| 2023 | Mondiali                | Budapest  | 110 m hs | Semifinale | 13"30       |                               |
| 2024 | Mondiali indoor         | Glasgow   | 60 m hs  | 4°         | 7"53        |                               |
| 2024 | Europei                 | Roma      | 110 m hs | Argento    | 13"16       | Miglior prestazione personale |
| 2024 | Giochi olimpici         | Parigi    | 110 m hs | 4°         | 13"20       |                               |
| 2025 | Europei indoor          | Apeldoorn | 60 m hs  | Finale     | dns         |                               |

## Altre competizioni internazionali
2023
- Argento ai Campionati europei a squadre di atletica leggera ( Chorzów), 110 m hs - 13"44